# Dromicodryas bernieri
Dromicodryas bernieri (Duméril, Bibron & Duméril, 1854) è un serpente della famiglia Lamprophiidae, endemico del Madagascar.